# Sebastian Kneipp – Ein großes Leben
Sebastian Kneipp – Ein großes Leben (Verleihtitel in Deutschland auch Sebastian Kneipp – Der Wasserdoktor respektive Arzt ohne Examen) ist ein österreichischer Spielfilm von Wolfgang Liebeneiner aus dem Jahr 1958. Er hat den bayerischen Priester Sebastian Kneipp, hier verkörpert von Carl Wery, zum Thema, den Begründer der Kneipp-Medizin. Tragende Rollen sind mit Gerlinde Locker, Michael Cramer, Ellinor Jensen, Anita Gutwell, Ernst Deutsch, Egon von Jordan und Paul Klinger besetzt.

## Handlung
Als Erzherzog Joseph von Österreich von einem Ischias-Anfall heimgesucht wird, überzeugt seine Tochter Aglaya ihren widerwilligen Vater, in Bad Wörishofen den Priester Sebastian Kneipp aufzusuchen, der für seine Erfolge mit seiner Wassertherapie bekannt ist. Der Erzherzog reagiert empört, als ihm Kneipp keine privilegierte Behandlung gewährt, sondern mit ihm wie mit jedem anderen Patienten umgeht. Während seiner Behandlung entwickelt sich zwischen Aglaya und Kneipps Assistenten, dem Medizinstudenten Hans v. Faber, dessen Professor Ziemssen gegen Kneipp opponiert, eine Romanze.
Am selben Tag trifft zum Entsetzen der Stadtbewohner eine junge italienische Frau ein, die an Lupus erkrankt ist. Wütend weist Kneipp die Menschen zurecht, die Frau nicht als Aussätzige zu behandeln. Dr. Schmidt, einer der ärgsten Feinde Kneipps, sieht seine Stunde gekommen, da er in der Behandlung der Italienerin durch Kneipp eine Gefährdung der Volksgesundheit sieht. Als der Erzherzog aus der Zeitung von Dr. Schmidts Vorgehen erfährt, reagiert er empört und sagt Kneipp seine Unterstützung zu. Aus Verzweiflung begeht die Italienerin einen Suizidversuch, jedoch macht Kneipp ihr klar, dass sie ihm durch einen Suizid mehr schaden als nutzen würde und verspricht, sie zu heilen.
Zur selben Zeit versucht Dr. Schmidt, Kneipp eine Falle zu stellen, indem er ihn zu einer sterbenden Frau ruft, der Kneipp die Letzte Ölung erteilen soll. Kneipp schafft es jedoch, mit Hilfe seiner Behandlungsmethoden das Leben der Frau zu retten. Für sein Vorgehen erntet er von seinem Oberhirten, dem Bischof von Augsburg, Kritik, da die Frau im Falle der Erfolglosigkeit von Kneipps Behandlung ohne Sterbesakramente gestorben wäre.
Zudem muss Kneipp erkennen, dass selbst seine Fähigkeiten Grenzen haben, als der neunjährige Gaston, gegen dessen Leukämie-Erkrankung Kneipp nichts ausrichten konnte, an der Krankheit stirbt. Kneipp gibt bekannt, dass er aufgrund ständig wachsenden Widerstandes durch Presse, Wissenschaft und Behörden seine Heiltätigkeiten einstellen werde und in Zukunft nur noch als Seelsorger tätig sein wolle; jedoch führt er noch die Behandlung der Italienerin zu Ende.
Als Kneipp sich sogar vor Gericht verantworten soll, organisiert Erzherzog Joseph für ihn einen Anwalt. Sowohl die Italienerin als auch die neunfache Mutter treten als Zeugen auf. Kneipp ist schon nah daran, aufzugeben, doch geht der Prozess für ihn siegreich aus. Doch Kneipp bleibt bedrückt, da sein Fall nun dem Vatikan übergeben wird.
Im Vatikan wird Kneipp zu einem ihm unbekannten Mitglied des Vatikans gebracht, der ihn, ohne seinen Namen und seine Position zu nennen, nach seiner Biographie befragt und sich bei ihm nach einer Behandlung gegen Schlaflosigkeit erkundigt. Am nächsten Tag stellt Kneipp bei einer Audienz bei Leo XIII. fest, dass er ohne es zu wissen die Schlaflosigkeit des Papstes behandelt hat, der Kneipp die Fortführung seiner Heiltätigkeit erlaubt und ihm den Titel Monsignore verleiht.

## Produktionsnotizen, Veröffentlichung
Die Dreharbeiten fanden vom 2. September 1958 bis zum Oktober 1958 in Bad Wörishofen statt. Für die Filmbauten trug Wolfgang Witzemann die Verantwortung. Das Drehbuch verfasste Erna Fentsch, die Ehefrau von Carl Wery.
Der Erstverleih des Films erfolgte durch die Neue Filmverleih GmbH (München). Die Uraufführung fand am 27. November 1958 im Bavaria in Würzburg statt. In Bad Wörishofen wurde der Film acht Tage später, am 5. Dezember 1958, in den Lichtspielen erstmals aufgeführt, wobei Carl Wery, Anita Gutwell und Paul Klinger anwesend waren und stürmisch bejubelt wurden. In der Kneippstadt war der Andrang an der Kinokasse zwar groß, im Rest der Bundesrepublik Deutschland avancierte der Film allerdings nicht zum Kassenschlager und wurde drei Wochen nach der Premiere bereits wieder abgesetzt.
Nachdem der Filmtitel geändert worden und der Film leicht umgeschnitten worden war, ging der Film im März 1959 erneut an den bundesdeutschen Start, in Süddeutschland unter dem Titel Der Wasserdoktor, in Nord- und Westdeutschland unter dem Titel Arzt ohne Examen. Man ging davon aus, dass der Titel Sebastian Kneipp – Ein großes Leben respektive Der Wunderdoktor nicht ziehe, denn was wisse Lieschen Müller schon über Sebastian Kneipp und was erst über ein großes Leben? Im Umlauf waren seinerzeit auch Titel wie Wasser, Weiber, warme Wickel oder Heiße Küsse, kalte Güsse oder auch Wo die Wellen rauschen bis zum Knie.

## Kritik
In den zeitgenössischen Kritiken wurde vor allem die „überragende Leistung“ von Carl Wery in der Titelrolle hervorgehoben, dem es gelinge, „den Menschen Kneipp in allen seinen Eigenschaften und Wesenszügen so typisch zu gestalten, dass ihm der Hauptverdienst an der nachhaltigen Wirkung des Filmerlebenisses“ zukomme. Auch alle anderen Rollen seien „sorgfältig besetzt“, so sei Paul Klinger als Dr. Baumgarten „rühmend“ zu erwähnen; Anita Gutwell in der Rolle eines italienischen Mädchens, dessen Gesicht von Lupus befallen ist, gebe „eine eindrucksvolle Charakterstudie“ ab, Paul Hörbiger als Erzherzog Joseph bringe „die heitere Note in den Film“ und auch die zarte Liebesgeschichte zwischen der von Gerlinde Locker gespielten Prinzessin und dem jungen von Michael Cramer verkörperten Kneipp-Anhänger Hans von Faber „stör[e] in keiner Weise“. So sei der Film alles in allem: „Ein Film, der imstande ist, das heroische Leben und Wirken des schwäbischen Wasserdoktors womöglich in noch breiteren Kreisen populär zu machen und der Kneippbewegung selbst neue Impulse zuzuführen.“

„Der Film schildert die Erfolge seiner Wasserheilmethoden, seine Anfeindungen durch die Schulmedizin und seine Rehabilitierung durch Papst Leo XIII. Erbauliche Unterhaltung: naiv, betont volkstümlich und in der Hauptrolle gewinnend gespielt.“

Kino.de befand, Liebeneiner richte seinen Blick „auf die Gemütslage des breiten Publikums“ und zeige leicht verdaulich, wie sich „der von Carl Wery gespielte Kneipp als kleiner Mann trotz Anfechtungen durch Gelehrte und Kirchenobere schließlich doch durchsetz[e]“.
Cinema schränkte zwar ein, der Film sei „etwas altbacken“, attestierte ihm aber „charismatische Hauptdarsteller“, die „Spaß“ machen würden und zog das Fazit: „Kein großer Film, aber recht launig.“